# Jos Hoevenaers

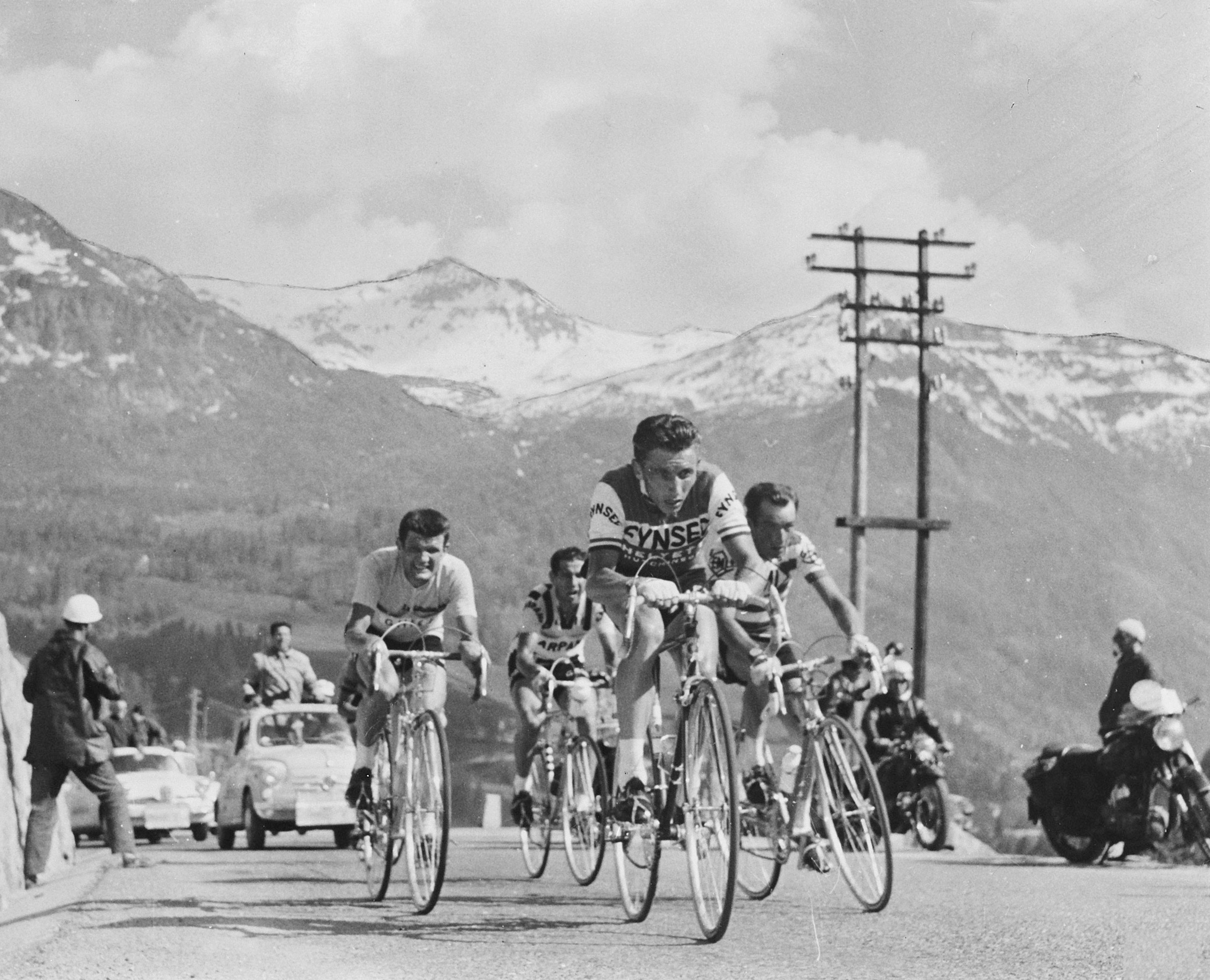

Josef „Jos“ Hoevenaers (* 30. November 1932 in Antwerpen; † 14. Juni 1995 ebenda) war ein belgischer Radrennfahrer.
Jos Hoevenaers war von 1956 bis 1967 Profi. Im Jahr 1962 wurde er Dritter der Weltmeisterschaften. Er startete bei allen Grand Tours. Bei der Tour de France 1958 wurde er 10. und trug einen Tag das Gelbe Trikot. Er belegte den achten Platz in der Tour de France 1959 mit drei Tagen im Führungstrikot und wurde Fünfter des Giro d’Italia 1960, nachdem er elf Tage lang das Maglia Rosa getragen hatte.
1959 gewann Hoevenaers den Klassiker Wallonischer Pfeil und wurde 1964 Dritter der Lombardei-Rundfahrt.
Jos Hoevenaers war ein Sohn des Amateur-Straßenweltmeisters von 1925, Rik Hoevenaers.